# Xian de Liuhe
Le xian de Liuhe (柳河县 ; pinyin : Liǔhé Xiàn) est un district administratif de la province du Jilin en Chine. Il est placé sous la juridiction de la ville-préfecture de Tonghua.

## Démographie
La population du district était de 371 634 habitants en 1999.